# Riemannova věta
Je-li reálná řada {\displaystyle \sum _{n=1}^{\infty }a_{n}} neabsolutně konvergentní, pak ke každému {\displaystyle S\in \mathbb {R} } existuje přerovnání {\displaystyle \phi :\mathbb {N} \to \mathbb {N} } takové, že {\displaystyle \sum _{n=1}^{\infty }a_{\phi (n)}=S}. Rovněž existuje oscilující přerovnání {\displaystyle \phi :\mathbb {N} \to \mathbb {N} } této řady.

## Důkaz
- Nejprve si uvědomme, že platí {\displaystyle \sum _{i=1}^{\infty }a_{i}^{+}=\sum _{i=1}^{\infty }a_{i}^{-}=\infty }, kde {\displaystyle a_{i}^{+}} značí kladnou část čísla {\displaystyle a_{i}}, tedy {\displaystyle a_{i}^{+}=\max(a_{i},0)}, {\displaystyle a_{i}^{-}} značí zápornou část tohoto čísla: {\displaystyle a_{i}^{-}=\max(-a_{i},0)}. Je tedy {\displaystyle a_{i}=a_{i}^{+}-a_{i}^{-}} a {\displaystyle |a_{i}|=a_{i}^{+}+a_{i}^{-}}. To znamená, že původní řada musí obsahovat nekonečně mnoho kladných a nekonečně mnoho záporných členů, tedy je mohu stále vybírat a nikdy nedojdou.
- Je-li {\displaystyle S<0}, pak přeskočím následující krok.
- Najdu takové přirozené číslo {\displaystyle n}, pro které platí {\displaystyle \sum _{i=1}^{n}a_{i}^{+}>S}. Tento součet označím {\displaystyle T_{1}}. Všimnu si, že jsem vlastně pouze sečetl všechny kladné členy této řady až do indexu {\displaystyle n}.
- Nyní najdu další přirozené číslo {\displaystyle m} takové, aby {\displaystyle \sum _{i=1}^{m}a_{i}^{-}+T_{1}<S}. Tento součet označím {\displaystyle T_{2}} a pokračuji předchozím krokem. Protože je původní řada konvergentní, budou se součty {\displaystyle T_{1}} a {\displaystyle T_{2}} postupně blížit k požadovanému {\displaystyle S}.